# Boulogne-avtalet

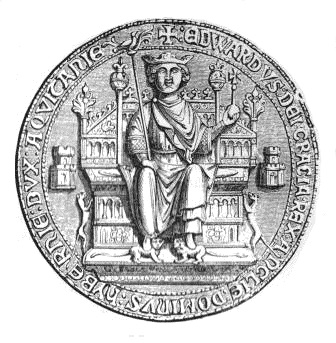
Kröningen av Edward II

Boulogne-avtalet (engelska: Boulogne agreement) var ett dokument som signerades av en grupp engelska magnater år 1308, angående monarken Edward II:s nya regering. I samband med att den förre monarken, Edward I, avlidit år 1307 och hans son tillträtt som ny monark hade missnöje uppstått. Missnöjet berodde delvis på problem som Edward II hade ärvt från det förra styret, men hade också att göra med Edward II som person. I synnerhet fanns ett motstånd mot hans hanterande av det skotska inbördeskriget.